# 나가사키현립 이키 상업고등학교

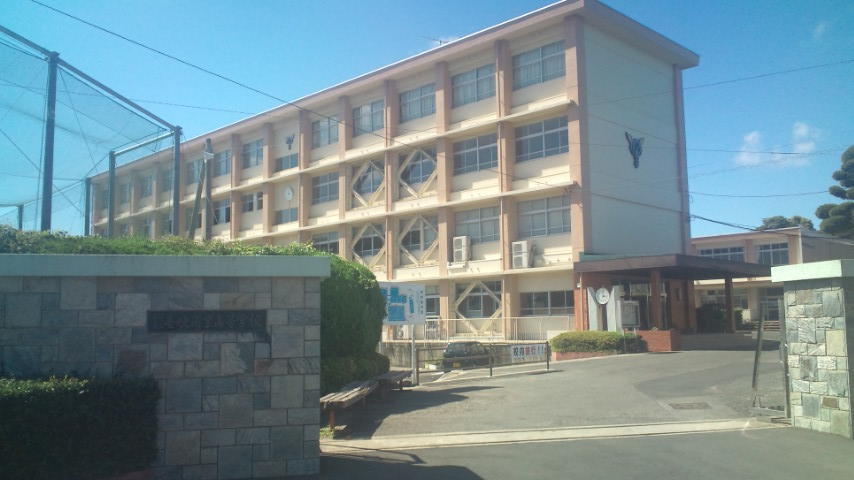
나가사키현립 이키 상고 전경.

나가사키현립 이키 상업고등학교(일본어: 長崎県立壱岐商業高等学校)는 나가사키현 이키시 가쓰모토정 신조니시후레 282번지에 위치하고 있는 공립계 상업 고등학교이다. 이 지역에서의 통칭을 상고(商高)라고 표현되지만, 1949년 나가사키현립 이키 고등학교 가쓰모토 분교와 다가와 분교로 각각 나뉘어 설립하여 6~7년 동안 분교로 운영하다가 1956년 두 분교가 통합하여, 나가사키현립 이키 고등학교에서 독립, 1956년 7월 1일부로 현재의 교명이 변경되어 오늘에 이르고 있다. 특이하게도 이 학교는 1987년부터 일본 이외의 국가로 수학여행을 실시한 이력이 있었으며, 첫 해외 수학여행지를 대한민국으로 정한 바 있었지만, 1991년까지 5년 연속으로 수학여행을 외국으로 간 경험도 물론 있다.

## 활동 부서
활동 부서에는 체육부, 문화부, 동호회 등 3종으로 나뉜다.
- 체육부 : 유도부, 소프트볼부, 탁구부, 야구부, 정구부 (남녀 공통), 배구부 (정구부와 같음), 육상부, 농구부 (여성만 운영)
- 문화부 : 향토사회부, 가정부, 보도부, 취주악부, 정보미디어부 등
- 동호회 : 볼런티어 동호회, 영어 동호회

## 주변 장소
- 나카쓰 신사
- 신조 신사
- 곤조지
- 이키시립 가스이 소학교
- 가쓰모토 댐
- 이키 컨트리클럽

## 교통편
- 버스 : 이키 교통 소속 버스 노선인 상고 앞, 신조 방향으로 오는 버스를 이용하면 하차 가능
- 도로 : 나가사키현도 제23호선, 382번 국도

## 같이 보기
- 나가사키현립 이키 고등학교